# Abel
Pour les articles homonymes, voir Abel (homonymie).
Abel (hébreu : הֶבֶל, arabe : هابيل) est un personnage de la Genèse (premier livre de la Bible), et du Coran (qui ne le cite pas nommément). Il est le deuxième fils d'Adam et Ève. Son frère aîné, Caïn, le tue par envie (différent de la jalousie) car Dieu a préféré l'offrande de son cadet à la sienne.

## Origine du nom
L'étymologie du nom d'Abel est incertaine. Elle peut être issue de hébreu : הֶבֶל Hèvèl signifiant souffle, vapeur, vanité, l'auteur biblique construisant ce prénom pour symboliser l'existence précaire d'Abel. Selon des exégètes comme Eberhard Schrader, elle peut également avoir une relation avec l'akkadien aplu ou ablu, « fils » et serait une construction littéraire de l'auteur biblique pour  mettre en parallèle ce prénom avec celui d'Adam (« humanité ») et d'Hénoch (« homme »).

## Abel dans la Bible

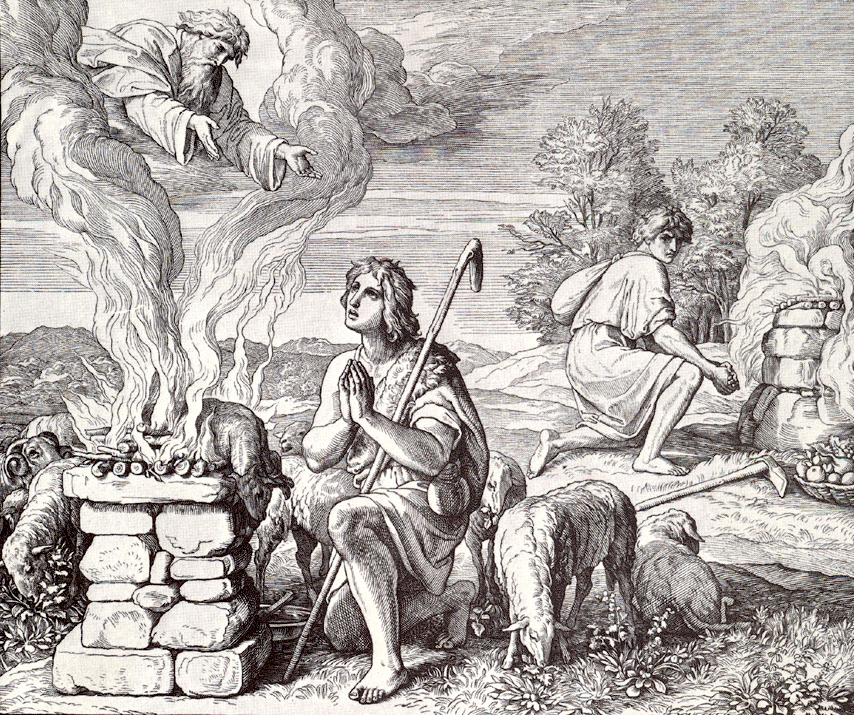
Julius Schnorr von Carolsfeld, Caïn et Abel (1860)

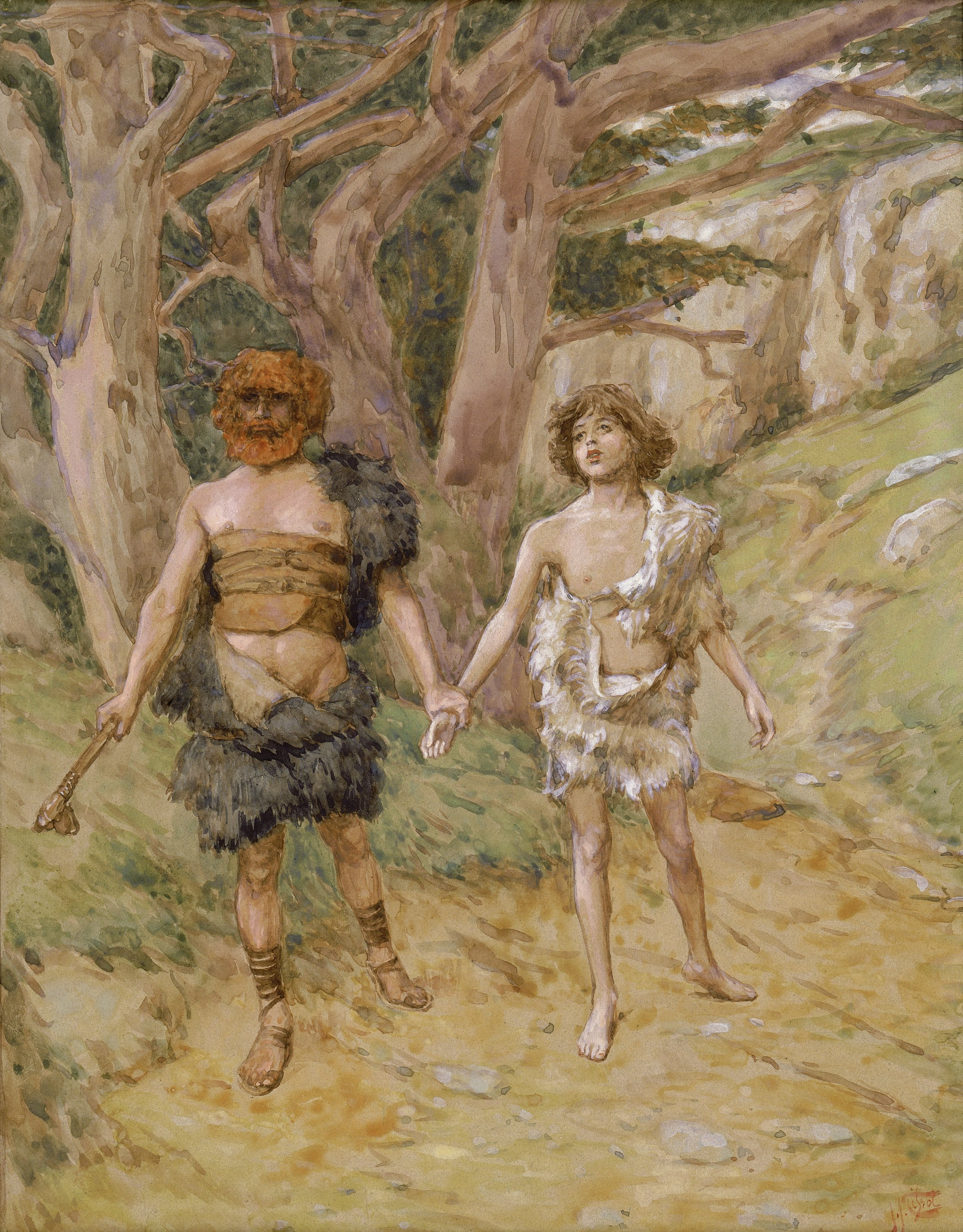
Caïn menant Abel à la mort par James Tissot (1836-1902)

Abel est le frère cadet dans le passage biblique de la genèse "Caïn et Abel". Caïn, l'aîné, cultive la terre et Abel garde le troupeau. Le premier offre à Dieu des fruits de la terre, le second des premiers-nés de son troupeau de moutons et leur graisse. Dieu regarde avec faveur Abel et son offrande, mais non pas celle de Caïn.
Envieux, Caïn tue son frère en se jetant par terre sur lui alors qu'ils se trouvent aux champs (Genèse 4:3-8) ; c'est le premier meurtre inscrit dans la Bible. Abel est également le premier humain à mourir.
D'après la Genèse (5:3), comme Seth est sans doute né peu après la mort d'Abel, alors qu'Adam avait cent trente ans, Abel pouvait avoir près de cent ans quand il mourut.

## Occurrences du nom «Abel» dans la Bible

### Dans l'Ancien Testament
- Genèse 4.2 : « Elle enfanta encore son frère Abel. Abel fut berger, et Caïn fut laboureur ».
- Genèse 4.4 : « ...et Abel, de son côté, en fit une des premières-nées de son troupeau et de leur graisse. L’Éternel porta un regard favorable sur Abel et sur son offrande... ».
- Genèse 4.8 : « Cependant, Caïn adressa la parole à son frère Abel ; mais, comme ils étaient dans les champs, Caïn se jeta sur son frère Abel, et le tua ».
- Genèse 4.9 : « L’Éternel dit à Caïn : Où est ton frère Abel ? Il répondit : Je ne sais pas ; suis-je le gardien de mon frère ? ».
- Genèse 4.25 : « Adam connut encore sa femme ; elle enfanta un fils, et l'appela du nom de Seth, car, dit-elle, Dieu m'a donné un autre fils à la place d'Abel, que Caïn a tué ».
- Genèse 50.11 : « Les habitants du pays, les Cananéens, furent témoins de ce deuil dans l'aire d'Athad, et ils dirent : Voilà un grand deuil parmi les Égyptiens ! C'est pourquoi l'on a donné le nom d'Abel Mitsraim à cette aire qui est au-delà du Jourdain ».
- Nombres 33.49 : « Ils campèrent près du Jourdain, depuis Beth Jeschimoth jusqu'à Abel Sittim, dans les plaines de Moab ».
- Juges 7.22 : « Les trois cents hommes sonnèrent encore de la trompette ; et, dans tout le camp, l’Éternel leur fit tourner l'épée les uns contre les autres. Le camp s'enfuit jusqu'à Beth Schitta vers Tserera, jusqu'au bord d'Abel Mehola près de Tabbath ».
- Juges 11.33 : « Il leur fit éprouver une très grande défaite, depuis Aroer jusque vers Minnith, espace qui renfermait vingt villes, et jusqu'à Abel Keramim. Et les fils d'Ammon furent humiliés devant les enfants d'Israël ».
- 2 Samuel 20.14 : « Joab traversa toutes les tribus d'Israël dans la direction d'Abel Beth Maaca, et tous les hommes d'élite se rassemblèrent et le suivirent ».
- 2 Samuel 20.15 : « Ils vinrent assiéger Scheba dans Abel Beth Maaca, et ils élevèrent contre la ville une terrasse qui atteignait le rempart. Tout le peuple qui était avec Joab sapait la muraille pour la faire tomber ».
- 2 Samuel 20.18 : « Et elle dit: Autrefois on avait coutume de dire : Que l'on consulte Abel! Et tout se terminait ainsi ».
- 1 Rois 4.12 : « Baana, fils d'Achilud, avait Thaanac et Meguiddo, et tout Beth Schean qui est près de Tsarthan au-dessous de Jizreel, depuis Beth Schean jusqu'à Abel Mehola, jusqu'au-delà de Jokmeam ».
- 1 Rois 15.20 : « Ben Hadad écouta le roi Asa ; il envoya les chefs de son armée contre les villes d'Israël, et il battit Ijjon, Dan, Abel Beth Maaca, tout Kinneroth, et tout le pays de Nephthali ».
- 1 Rois 19.16 : « Tu joindras aussi Jehu, fils de Nimschi, pour roi d'Israël ; et tu oindras Elisee, fils de Schaphath, d'Abel Mehola, pour prophète a ta place ».
- 2 Rois 15.29 : « Du temps de Pekach, roi d'Israël, Tiglath Pileser, roi d'Assyrie, vint et prit Ijjon, Abel Beth Maaca, Janoach, Kedesch, Hatsor, Galaad et la Galilée, tout le pays de Nephthali, et il emmena captifs les habitants en Assyrie ».
- 2 Chroniques 16.4 : « Ben Hadad écouta le roi Asa; il envoya les chefs de son armée contre les villes d'Israël, et ils frappèrent Ijjon, Dan, Abel Maim, et tous les magasins des villes de Nephthali ».

### Dans le Nouveau Testament

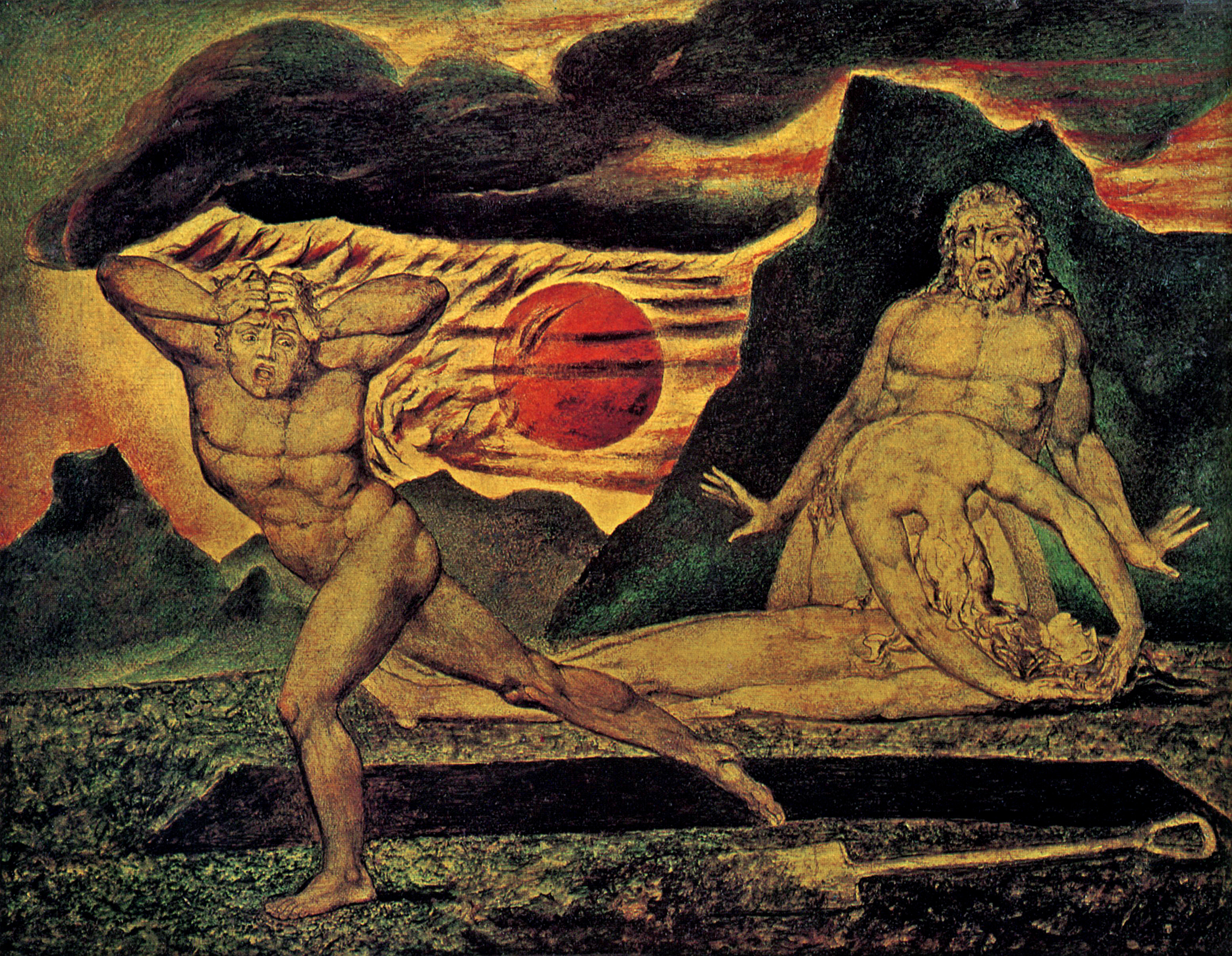
Le Corps d'Abel découvert par Adam et Ève, William Blake, c. 1825

- Matthieu 23.35 : « afin que retombe sur vous tout le sang innocent répandu sur la terre, depuis le sang d'Abel le juste jusqu'au sang de Zacharie, fils de Barachie, que vous avez tué entre le temple et l'autel ».
- Luc 11.51 : « depuis le sang d'Abel jusqu'au sang de Zacharie, tué entre l'autel et le temple; oui, je vous le dis, il en sera demandé compte à cette génération ».
- Épître aux Hébreux 11.4 : « C'est par la foi qu'Abel offrit a Dieu un sacrifice plus excellent que celui de Caïn; c'est par elle qu'il fut déclaré juste, Dieu approuvant ses offrandes; et c'est par elle qu'il parle encore, quoique mort ».
- Épître aux Hébreux 12.24 : « de Jésus qui est le médiateur de la nouvelle alliance, et du sang de l'aspersion qui parle mieux que celui d'Abel ».
- Première épître de Jean 3.12 : « Ne soyons pas comme Caïn : il appartenait au Mauvais et tua son frère. Et pourquoi le tua-t-il ? Parce que les actions de Caïn étaient mauvaises, tandis que celles de son frère étaient justes ».

Les Pères de l'Église font le lien entre l'Ancien et le Nouveau Testament, voyant dans la mort d'Abel une préfiguration de celle du Christ et un prototype des persécutions des chrétiens.

### Exégèse biblique
Le récit du livre de la Genèse a longtemps été interprété comme un renvoi aux conflits récurrents qui existeraient depuis le Néolithique entre les agriculteurs sédentaires (représentés par Caïn) et les éleveurs-bergers nomades (représentés par Abel). Dans Genèse 4:4, l'arbitraire divin marque une préférence pour les seconds. Alors que Dieu semble valoriser l'agriculture lorsqu'il place Adam dans le jardin d’Éden pour le cultiver (Genèse 2:15), après la chute de l'homme il maudit le sol en Genèse 3:17, l'agriculture apparaissant comme la conséquence du péché originel. L'interprétation exégétique actuelle semble plutôt vouloir intégrer ce récit qui relate l'expérience de l'inégalité sans explication (la Bible ne donne en effet aucune raison à la préférence de Dieu) dans un ensemble littéraire plus vaste qui élabore un mythe cherchant à expliquer l'origine de la violence.

## Abel dans le Coran
Le Coran raconte l'histoire des fils d'Adam mais ne donne pas leur nom. En revanche, la tradition musulmane leur donne des noms Hâbîl pour Abel et Qâbîl pour Caïn,.
Le récit coranique est analogue à celui biblique. Il est juste caractérisé par sa concision. Ainsi, le Coran ne précise pas l'offrande de quel frère fut acceptée ni la nature de celle-ci. Les traditions postérieures compléteront le récit et fourniront plus de détails.
Une tradition rapporte qu'Adam et Eve avaient à chaque naissance, des jumeaux : un garçon et une fille. Adam interdit le mariage des jumeaux et permit au frère d'épouser sa sœur non jumelle. Or les deux premiers fils d'Adam (Caïn et Abel) avaient une de leurs deux sœurs qui était plus belle que l'autre, ils voulurent tous deux l'épouser. Alors Adam leur conseilla de faire une offrande à Dieu pour se départager. Caïn, voyant son offrande refusée, aurait alors tué son frère.
Plusieurs points du récit coranique permettent de reconnaître des analogies avec des écrits juifs post-bibliques.
Ce récit possède dans l'islam chiite une dimension allégorique en lien avec la descendance de Mahomet.

## Dans les arts
Le caractère elliptique du récit génésiaque sur Caïn et Abel fournit un vivier de thèmes dans lequel ont puisé les artistes.

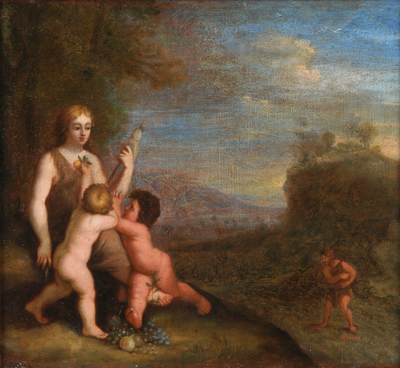
Ève et ses deux enfants, Abel le blond et Caïn le brun, Louise-Hollandine du Palatinat (v. 1660), Maison royale de Hanovre, château de Blankenburg.
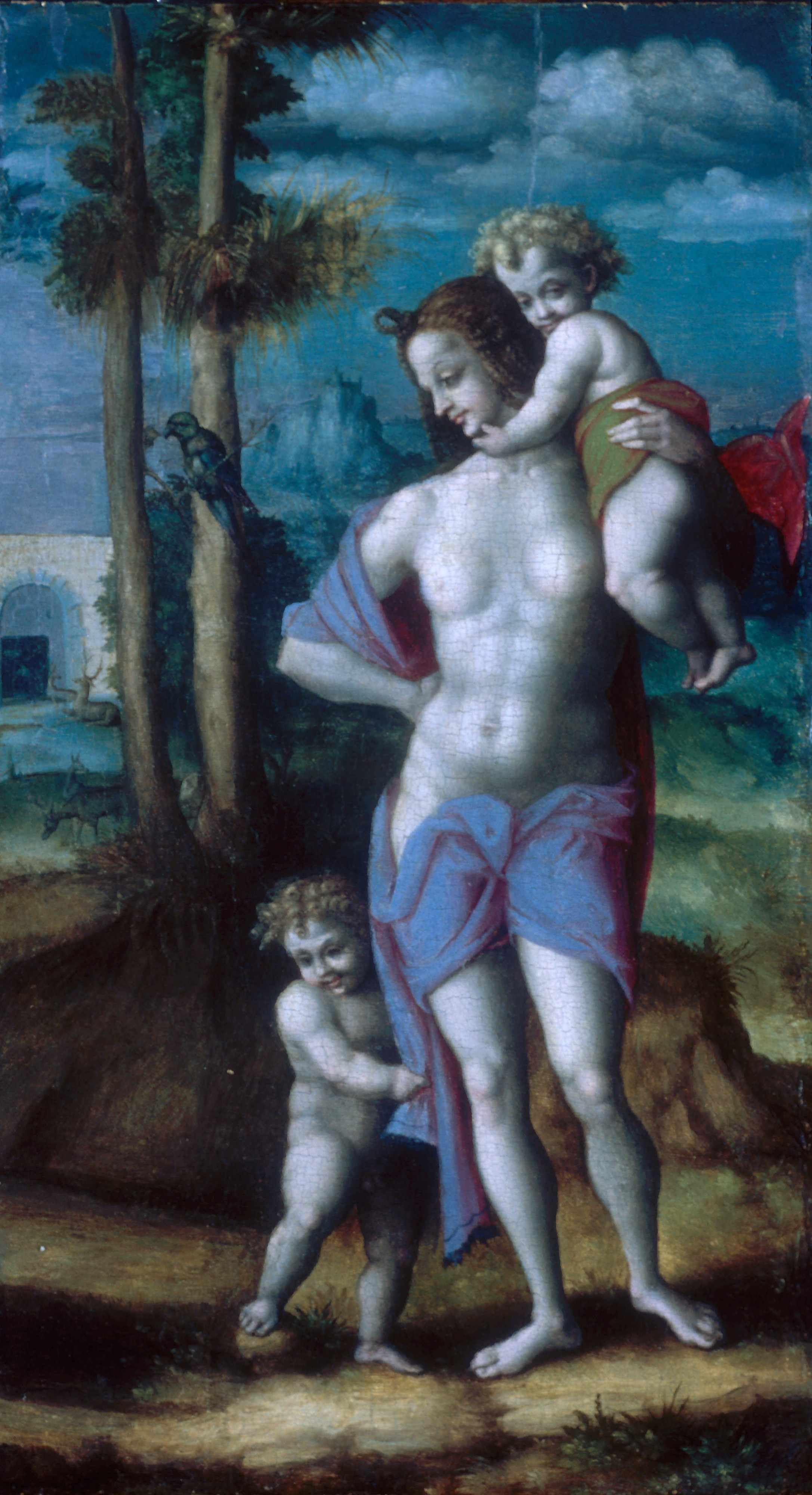
Ève tient dans ses bras Abel (symbole du spirituel), Caïn s'accroche à sa tunique (matériel), Francesco d'Ubertino (1520), The Met.
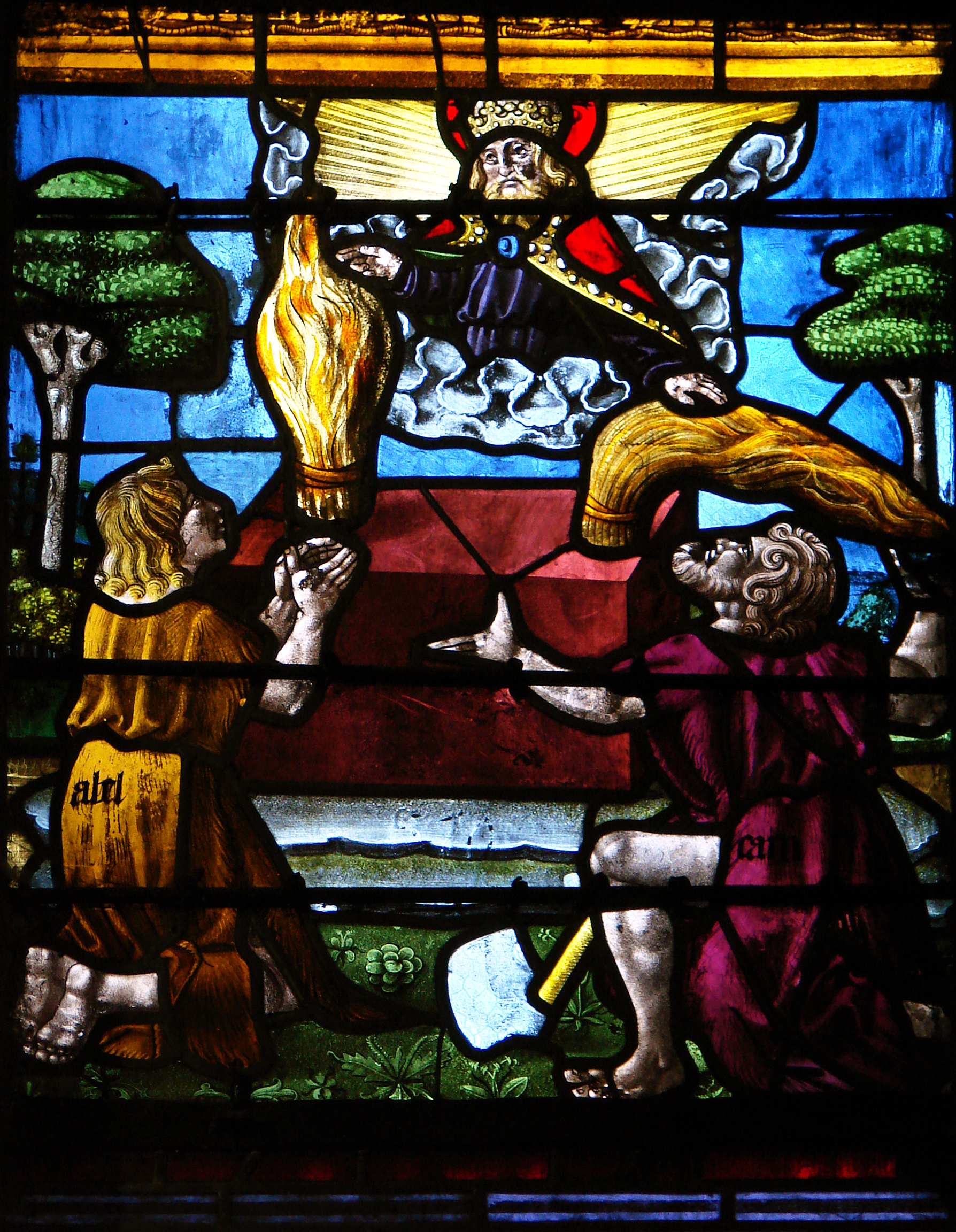
Scène des offrandes, symbole chrétien de la perception de la dîme par la hiérarchie ecclésiastique, vitrail de la Création, début du XVIe siècle, église de la Madeleine de Troyes.
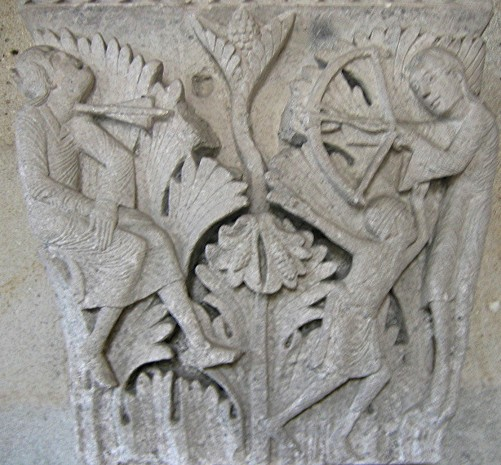
Caïn tué par Lamech, bas-relief du chapiteau de la salle capitulaire, cathédrale d'Autun
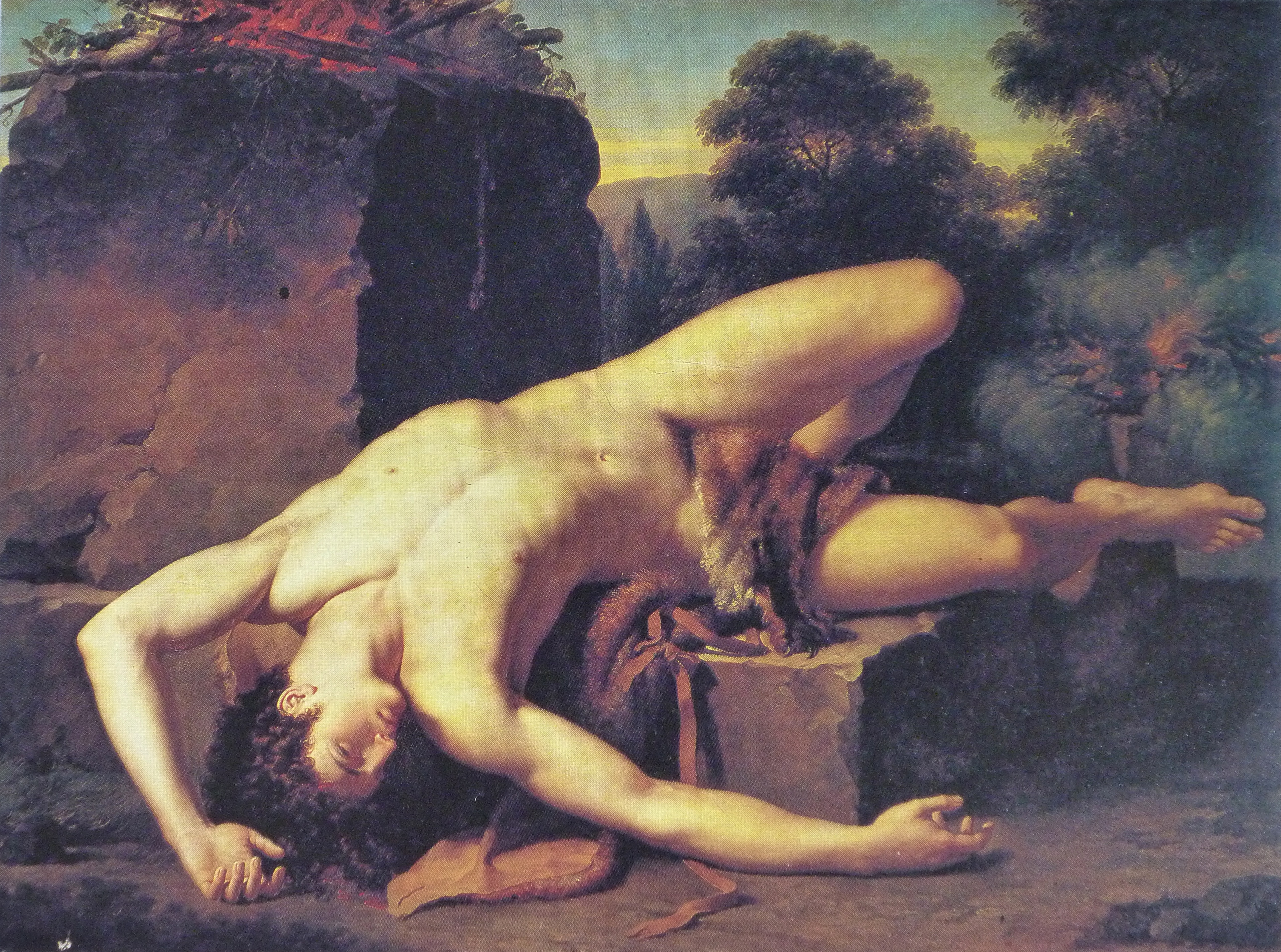
La mort d'Abel, François-Xavier Fabre (1790), huile sur toile, musée Fabre, Montpellier

### Ouvrages et poèmes directement inspirés de Caïn
L'interprétation augustinienne faisant de Caïn et Abel les emblèmes du mal et du bien prédomine dans la littérature jusqu'au XVIIIe siècle. Ce modèle caïnique se complexifie à partir du  XVIe siècle avec des auteurs comme d'Aubigné, Scève, ou Shakespeare qui s'intéressent au Caïn civilisateur. « Mais c'est avec Byron qu'éclatera, en 1821, le scandale d'un Caïn innocenté. Révolte d'un côté (Byron, Baudelaire, Nerval, Leconte de Lisle), réhabilitation de l'autre (Coleridge, Blake, Hugo, Bloy) échoueront à s'imposer : prévaut en réalité une lecture sociologique (Balzac, Dickens, Hardy), politique (Hugo, Rossetti, Wilde), qui prépare le XXe siècle (Hesse, Unamuno, Conrad, Shaw, Steinbeck, Butor, Tournier, Emmanuel, Camus) ».
- Aux chants XX (vers 126) de l'Enfer et II du Paradis (vers 51), « Caïn chargé d'épines » personnifie la lune dont les taches figurent une silhouette chargée d'un fagot que la croyance populaire assimile au personnage biblique[11]. La voix de Caïn retentit au chant XIV (vers 133) du Purgatoire où se trouvent les envieux[11]. Dante donne le nom de Caïn à l'une des zones du Cocyte situé dans l'Enfer dans laquelle sont punis ceux qui ont trahi leurs proches : c'est la Caïne (Caina)[12].
- Caïn (1822), œuvre dramatique de lord Byron.
- Baudelaire a écrit le poème « Abel et Caïn », qui fait partie de la section Révolte de son recueil Les Fleurs du mal (1857). La race de Caïn, laborieuse et affamée, écrasée par la punition séculaire pesant sur elle, y côtoie la race d'Abel, qui s'engraisse indéfiniment dans la grâce de Dieu. Mais Baudelaire termine le poème en annonçant la révolte des déshérités divins, gagnant le Ciel en balayant Dieu et ses favoris. Il est difficile de ne pas y voir l'influence de 1848, de ses idéaux trahis par une république embourgeoisée, et du socialisme naissant. Ce poème a été mis en musique et chanté par Léo Ferré en 1967 dans son album Léo Ferré chante Baudelaire.
- Victor Hugo, dans un poème de La Légende des siècles (1re série, 1859) intitulé La Conscience, consacre une centaine de vers aux remords de Caïn, poursuivi par un œil omniprésent. Protégé par ses enfants nomades, derrière des murs de toiles de tentes, de bronze et de granit, Caïn s'enterre, mais rien ne peut arrêter l'œil de Dieu, de la culpabilité, celui de la conscience. Comme tout homme, Caïn ne peut fuir sa conscience : « L'œil était dans la tombe, et regardait Caïn ».
- Le romancier Vladimir Volkoff consacre à Caïn de nombreuses pages de son œuvre, notamment dans le quatrième volume des Humeurs de la mer : Les maîtres du temps (1980).
- Guillevic dans Proses ou Boire dans le secret des grottes (2001) intitule son deuxième texte Caïn, en insistant sur l'irrémediabilité du premier meurtre et la culpabilité qu'il engendre.
- Le romancier de science-fiction Yann Quero a fait de Caïn son personnage principal, dans le roman L'ère de Caïn (2004), où le héros traverse les grands âges de l'histoire de l'humanité, pour se demander finalement si ce qu'il pense avoir vécu est la réalité ou seulement un délire schizophrène.
- Caïn (roman) (es) (2009), de José Saramago
- Dans Caïn et Abel : le premier crime (2011), l'enquête policière de Max Gallo devient une quête mystique.
- Le Legs de Caïn Leopold von Sacher-Masoch
- Le cycle de Kane, de Karl Edward Wagner, emprunte beaucoup à la mythologie biblique. Kane, pour s'être rebellé contre son dieu et avoir tué le jouet favori de ce dernier - son frère Abel, fut condamné à l'immortalité et à porter la "marque de Kane".

### Autres ouvrages
- Kaori Yuki, dans son œuvre Comte Cain, donna le nom de « Cain » à son héros, afin de respecter le fait que l’Angleterre, où se passe l’intrigue, est le Royaume de l’alphabet sans accent, d’où le titre, Comte Cain, et non pas Comte Caïn. Mais le « Cain »  de ce récit fait directement référence au Caïn de la Bible.
- Dans Hamlet, de William Shakespeare, le prince compare le meurtre de son père, le vieil Hamlet, par son frère Claudius au premier fratricide.
- Dans le livre À l'est d'Éden de John Steinbeck l'histoire des frères Adam et Charles Trask est une référence avec l'histoire de Caïn et Abel .
- L'écrivain situationniste d'origine écossaise Alexander Trocchi publie en 1960 Le Livre de Caïn (Cain's book).
- Dans la trilogie de Robert Ludlum La Mémoire dans la peau, La Mort dans la peau, La Vengeance dans la peau, Jason Bourne se fait appeler "Caïn" face à son rival Carlos.
- Hermann Hesse intitule le second chapitre de son roman Demian Caïn.
- La littérature tournant autour de l'univers des jeux de rôles du monde des ténèbres donnent à Caïn le rôle central de père originel des vampires. Son statut de vampire serait la fameuse marque de Dieu. Il aurait rencontré Lilith dans la Terre de Nod, la première femme d'Adam dans la Kaballe juive, laquelle l'aurait initié à ses nouveaux pouvoirs.
- Dans En attendant Godot, de Samuel Beckett, le personnage de Pozzo, devenu aveugle et mis à terre, est successivement appelé Abel et Caïn par Estragon et Vladimir, après qu'il eut été frappé par ce dernier.
- Dans L'Envers de Caïn, le romancier libanais Farjallah Haïk exploite le motif du double et du frère ennemi.
- La bande dessinée Le Syndrome de Caïn, par Tackian et Red, met en scène le personnage de Caïn associé au mythe du juif errant. Détenteur d'une connaissance millénaire, immortel, Caïn est ici le premier alchimiste et livre aux hommes un savoir peu orthodoxe pour lequel ils s'entre-déchirent.
- Caïn est l'antagoniste principal du comics Luther Strode. Il est l'auteur d'un manuscrit qui passa entre les mains de meurtriers célèbres à travers l'histoire jusqu'à finir entre les mains du héros, Luther Strode.
- Le jeu vidéo Final Fantasy IV comporte un personnage du nom de Kain. Ce dernier s'y fait manipuler et trahit son meilleur ami par jalousie.
- Le jeu vidéo indépendant The Binding of Isaac comporte un personnage nommé Caïn.
- Le jeu vidéo Vampire: The Masquerade - Bloodlines comporte des références à Caïn qui, à la suite du meurtre de son frère, aurait été condamné à se nourrir de ses enfants et aurait créé les premiers vampires. Il est aussi le "sujet" d'un exposition de Therese Voerman dans la quête "Déchet d'œuvre".
- Caïn et Abel est le titre du tome 3 de la série Universal War One, de Denis Bajram.
- La série de jeux vidéo Command and Conquer comporte un méchant important nommé Kane (une variante orthographique de "Caïn" en anglais), au passé mystérieux, qui est le chef d'une secte extrémiste militariste nommée "Confrérie de Nod". Plusieurs éléments sous-entendent qu'il s'agit bien du Caïn biblique. Notamment, dans l'épisode Command and Conquer: Renegade, la tombe d'Abel se trouve dans les entrailles du quartier général de Kane.
- Dans la série télévisée Supernatural, Caïn est le démon qui a formé les chevaliers de l'enfer comme Abaddon. Au commencement, son frère Abel était corrompu par Lucifer. Afin de le sauver, Caïn passa un contrat avec le Diable: Il irait en enfer à la place d'Abel s'il laissait celui-ci aller au Paradis. Lucifer accepta à la condition que Caïn envoie Abel au Ciel de ses propres mains.
- Dans la série de jeux vidéo Assassin's creed, Caïn est le légendaire fondateur de l'Ordre des Templiers. Contrairement à ses parents et son frère Abel qui pensent que l'humanité ne doit pas être privée de son libre arbitre, Caïn croit que les humains doivent être contrôlés par une société d'élite afin de ne pas sombrer dans le chaos. Il tua Abel afin de prendre possession de sa pomme d'Éden. En guise de punition, Caïn reçoit une marque, une croix pattée, qui devint le symbole des Templiers. Il fonda une organisation considérée comme le précurseur des Templiers: les Enfants de Caïn.
- Dans le second tome de La Cité des ténèbres, Magnus fait référence à Caïn et pense que c'est le premier homme à avoir reçu une Marque, ce qui fait de lui un Chasseur d'Ombre. Clary et Jace font ensuite le parallèle entre ce fratricide et la mort de leur père, qu'ils prévoient. De plus, dans le troisième tome et jusqu'au dernier de la deuxième trilogie, Simon reçoit la marque de Cain de la main de Clary pour le protéger.
- Dans la série télévisée Lucifer, Caïn est interprété par Tom Welling.
- Dans le film Mother!, Caïn y est interprété par Domhnall Gleeson.
- Dans l'univers des SCP, Caïn et Abel sont respectivement SCP-073 et SCP-076.
- Dans la série Sandman sur Netflix, Caïn et Abel apparaissent dans l’épisode 2 de la saison 1.

### Musique
- Il primo omicidio (1707) d'Alessandro Scarlatti
- L'opéra La Mort d'Abel (1810) de Rodolphe Kreutzer
- Caïn et Abel , pièce pour récitant et orchestre de Darius Milhaud (1942)
- Abel et Caïn de Léo Ferré (paroles de Charles Baudelaire), sur l'album Léo Ferré chante Baudelaire (1967)
- Rien de Michel Sardou, sur l'album La Vieille (1976)
- Adam raised a Cain de Bruce Springsteen, tirée de l'album Darkness on the Edge of Town (1978)
- Quand t'es dans le désert de Jean-Patrick Capdevielle, sur l'album Les Enfants des ténèbres et les Anges de la rue (1979)
- The Cainian Chronicle Part I, II, III, et IV, tirées de l'album The Cainian Chronicle (1996) du groupe de black metal Ancient
- The Ghost of Cain de Bruce Dickinson, tirée de l'album Accident of Birth (1997)
- Lullaby for Cain de Sinéad O'Connor, utilisé comme thème principal de la bande originale du film Le Talentueux Mr. Ripley (1999), réalisé par Anthony Minghella
- Mark of Cain du groupe de metal Therion sur l'album Crowning of Atlantis (1999)
- Chapter Four du groupe metal Avenged Sevenfold, parue sur l'album Waking the Fallen (2003)
- Cain and Able du chanteur Josh Kelley sur l'album Just Say the Word (2006)
- Suis-je le gardien de mon frère ? du rappeur Sefyu, sur l'album éponyme (2008)
- Reaping Death et Hymn To Qayin de Watain, sur l'album Lawless Darkness (2010)
- Qayin Rex Mortis de Acrimonious sur l'album Eleven Dragons (2017)
- Cemetery de Charlie Simpson sur l'album Young Pilgrim (2011)
- The Rapture du groupe Puscifer sur l'album "Conditions of my Parole" (2011)
- Children of Cain du chanteur Marilyn Manson sur l'album Born Villain (2012)
- Cain said to Abel du groupe Bloc Party
- Kain & Abel du groupe Protector
- La mixtape Wrath Of Caine de Pusha T et Kain und Abel du groupe Das Ich
- Here Comes Revenge du groupe de metal Metallica sur l'album Harwired...To Self Destruct (2016)
- Abel et Caïn du rappeur Dosseh (2017)
- Truth Be Told du groupe Megadeth sur l'album The System Has Failed (2004)